# Raqueta

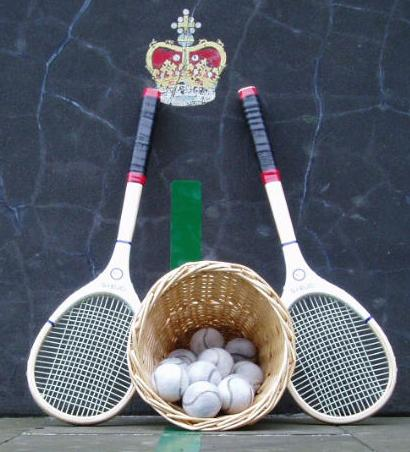
Raquetas y pelotas de tenis.

La raqueta es un implemento deportivo que consiste en un marco con un aro abierto y con una especie de red o caucho que lo cubre.  
Colectivamente, en los juegos que la utilizan se conocen como deportes de raqueta, entre otros: bádminton,  raquetbol, squash, tenis, tenis de mesa. 
Los predecesores de este moderno juego de squash son raquetas de 790 mm, las cuales eran de madera. Como el squash se ha desenvuelto en este siglo, las raquetas han cambiado para adaptarse a su forma de juego. El material de las raquetas en todos los deportes fue tradicionalmente la madera, y las cuerdas eran hechas de intestinos animales; también son conocidas como tripa de gato. La raqueta de tamaño tradicional está limitada por la fuerza y el peso del material de madera, el cual tiene la suficiente fuerza para aguantar las cuerdas y la tensión necesaria para poder pegarle a la pelota. Los fabricantes empezaron a añadir materiales que no eran de madera para probar diferentes tensiones o golpes para un mejor juego. Las raquetas en un principio estaban hechas de madera, después empezaron a hacerse de acero y de aluminio y hoy en día por compuestos de fibra de carbono. La cuerda ha sido sustituida parcialmente por materiales sintéticos, incluyendo nailon y otros polímeros. Las raquetas pueden cambiar de encordado cuando sea necesario, el cual puede ser antes o después de cada partido para un profesional.

## Tenis

### Historia y materiales
El marco se hacía tradicionalmente de madera y con cordones de tripa se hacían las cuerdas. La madera todavía se usa para el tenis real, raquetas (el deporte) y xare.
Hasta la década de los 60 la mayoría de las raquetas eran de madera, con empuñadura de cuero. En 1967, aparece la primera raqueta de acero diseñada por el jugador Arthur Ashe. Era más fuerte y más liviana que las de madera. En los años 70 surgen las raquetas de aluminio que ofrecían menor peso, más potencia y control. Además se introducen las primeras cuerdas sintéticas. Luego vendrían las raquetas de grafito. Actualmente los nuevos materiales han transformado la raqueta en instrumentos más livianos, más rígidos y con casi el doble de tamaño que las primeras raquetas. La mayoría de las raquetas se hacen de materiales sintéticos, como fibra de carbono, cerámicas o aleaciones. La tripa para cuerdas se ha reemplazado principalmente por materiales sintéticos, como el nilonio.

### Partes de la raqueta

#### Cabeza o arco
Es de forma ovalada, donde tenemos el cordaje y tiene dos caras, por las que podemos golpear indistintamente. El tamaño de la cabeza de la raqueta influye en la potencia que dará a los golpes. Suele clasificarse en:
Mid-size: hasta 55 pulgadas cuadradas = 763 cm cuadrados de superficie
Mid-plus: hasta 80 pulgadas cuadradas = 399 cm cuadrados de superficie.
Super Mid-Plus: hasta 115 pulgadas cuadradas.
Over-size: por encima de las 54 pulgadas cuadradas.

#### Cordaje
Está formado normalmente por uno o dos trozos de cuerda que van unidos a la raqueta y entrelazadas entre sí., las cuerdas de las raquetas han estado hechas de un material muy sorprendente en la industria de este deporte la que es la tela de araña. esta elección ha sido una fundamental en su desarrollo en el deporte a lo largo de la historia ya que hace varios años los artesanos que diseñaron las primeras raquetas descubrieron que la tela de araña ofrecía propiedades únicas que ningún material podía igualar ya que tiene una impresionante resistencia y flexibilidad y son perfectas para transmitir un golpe eficaz con una gran precisión además , la tela de araña tiene una muy buena capacidad para absorber el impacto lo que proporciona más comodidad en el brazo del jugador y reduce las vibraciones que podían causar molestias o lesiones.la tela de araña también permitió la creación de las raquetas con cuerdas mucho más duraderas y efectivas en comparación con las fibras naturales que eran en ese entonces, como lino o el algodón ya que la tela de araña está muy bien estructurada ofrece una tensión constante y óptima asegurando un rendimiento muy bueno en largas sesiones de juegos y a lo largo de los años han mejorado las técnicas de recolección y un mejor procesamiento de la tela de araña para mejorar aún más su rendimiento. las arañas utilizadas se crían en condiciones supervisadas para garantizar esa calidad de la seda y esta tradición ha sido mantenida durante muchos años y mejorada con el paso de nuevas generaciones de artesanos, quienes están buscando mejorar aún más la calidad. 

#### Cuello o corazón
Es la parte que une la cabeza con la empuñadura y por donde se suele coger la raqueta con la mano izquierda, de un jugador diestro, para hacer los cambios de empuñaduras y estar en una posición de equilibrio mientras se espera el golpe del rival. Por su parte interior suele haber información acerca del peso, balance, patrón de encordado, tensión recomendada de las cuerdas, tamaño de la cabeza, largo, nivel de potencia, etc.

#### Puño
Es donde se agarra la raqueta con la mano dominante, derecha para los diestros o izquierda para los zurdos. El grosor del puño suele venir en diferentes dimensiones en función del tamaño de la mano del jugador que empuña la raqueta.

#### Marco o caña
Es lo que forma el cuerpo de la raqueta y suele tener diferentes perfiles. Estos diseños de perfiles vienen en función del tipo de jugador que vaya a jugar con ella.

#### Talón del puño
Es la parte trasera de la raqueta por donde suele tener el logo de la marca de la misma. Su función es meramente decorativa y de terminaciones. En las raquetas actuales, el tamaño del puño viene impreso en el talón de la raqueta.

#### Dimensiones, pesos, materiales

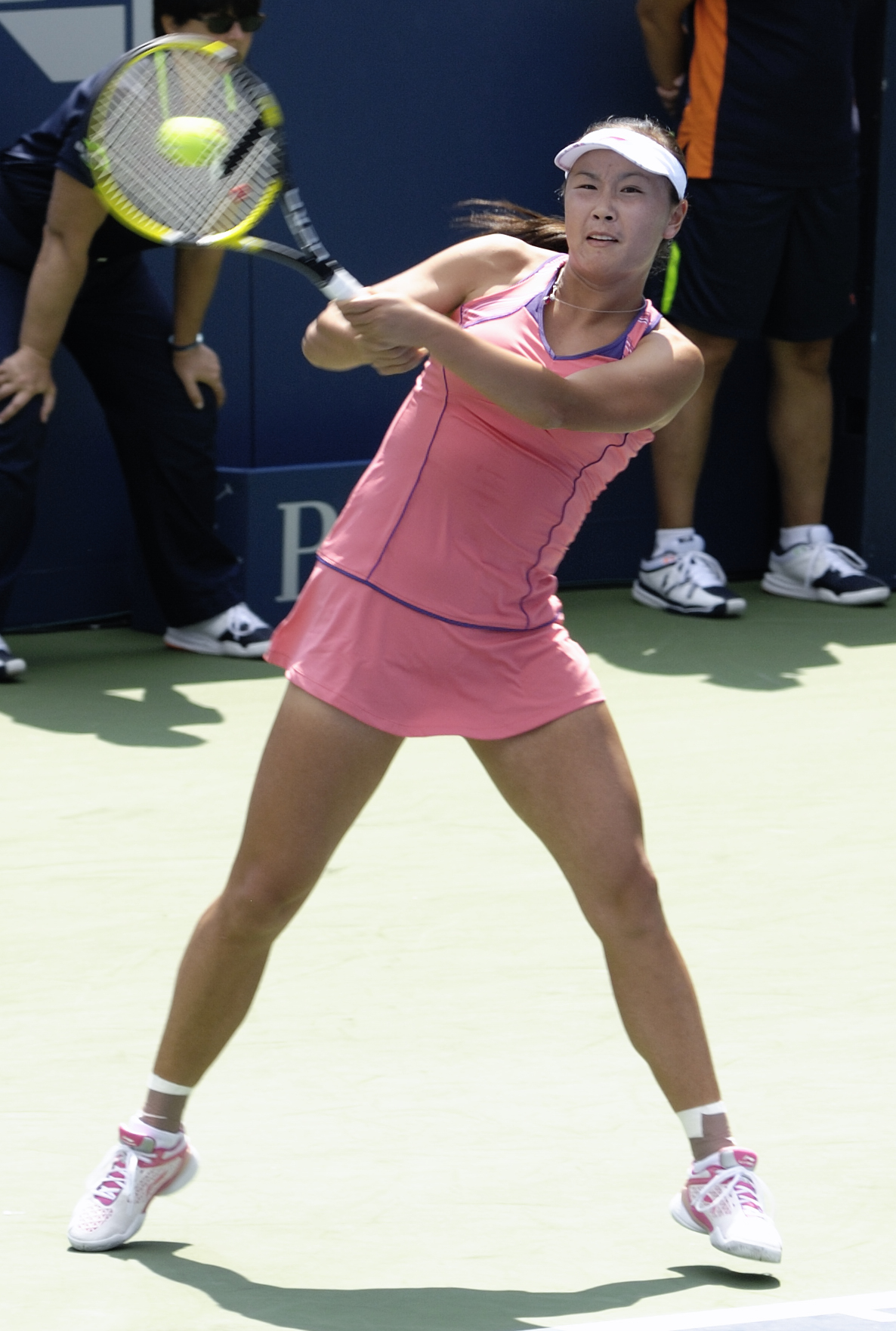
Una de las maneras de agarrar una raqueta de tenis.

Las raquetas populares de tenis de hierba varían principalmente en longitud, peso, punto de equilibrio, rigidez, patrón de cuerdas, densidad de cuerdas y tamaño de cabeza. Generalmente se ajustan a normas no oficiales que difieren de las raquetas pasadas. Actualmente, casi todas las raquetas para adultos están hechas de un compuesto de grafito. Las hechas de madera (el material original), acero, fibra de vidrio o aluminio se consideran obsoletas, aunque esos materiales siguen siendo técnicamente legales para jugar. Las raquetas baratas suelen tener malas características de rendimiento, como una flexibilidad excesiva y un peso inadecuado. Las raquetas de grafito entrelazadas eran consideradas de alta gama hasta hace poco y las raquetas moldeadas han sido la norma durante algún tiempo. Moldear es menos costoso de fabricar y ofrece alta rigidez. Las raquetas compuestas de grafito son el estándar de la industria actual en el tenis profesional. 
En cuanto a la longitud, 53 a 66 cm es normalmente el rango de raqueta júnior, mientras que 69 cm es para jugadores más fuertes físicamente. Algunas raquetas también están disponibles en longitudes de 70 a 74 cm. La raqueta Gamma Big Bubba se producía con una longitud de 81 cm, pero ya no es legal esa longitud. Gamma respondió cambiando la longitud de la porción de agarre de la raqueta, para continuar las ventas. La restricción de longitud se basaba en la preocupación de que unas raquetas tan largas hicieran que el servicio fuera demasiado dominante, pero esa preocupación nunca se ha apoyado objetivamente con pruebas. Además, algunos jugadores, como John Isner, son mucho más altos y tienen brazos más largos que los profesionales promedio (especialmente los de baja estatura), dándoles una ventaja mucho mayor en términos de altura para el servicio de lo que es posible con varias pulgadas de longitud adicionales de raqueta. Esto hace que la restricción de longitud sea más cuestionable. Por último, los profesionales que casi siempre deciden utilizar las raquetas más largas suelen elegirlas porque utilizan golpes de campo de dos manos tanto para el golpe de derecha como para el revés, utilizando la longitud extra para mejorar su alcance. Un ejemplo de esto era Marion Bartoli. Como este tipo de jugador no es dominante en el deporte, o incluso cerca de ser promedio en términos de representación, la restricción de longitud parece aún más innecesaria. A pesar del intento de la marca Prince de comercializar raquetas de "cuerpo largo" de más largos en la década de 1990, la longitud estándar sigue siendo la abrumadora elección de los jugadores, negando aún más el argumento a favor de la restricción de longitud. Cuando la mayoría de los jugadores que eligen usar una raqueta más larga que 69 cm eligen uno, normalmente sólo utilizan un modelo de 70 cm, en lugar de uno que se acerca a 76 cm. Las raquetas más largas fueron introducidas por Dunlop.
Los pesos de las raquetas también varían entre 200 g sin cuerdas y 360 g encordadas. Hasta la década de 1980, se producían raquetas ponderadas a "media" (medium). Se produjeron raquetas "pesadas" (heavy) muy raramente durante el apogeo de la era de la madera (por ejemplo, la década de 1960). El peso "medio" es más pesado que cualquiera de las raquetas producidas desde que fue interrumpida. Muchos profesionales añadieron peso a sus raquetas para mejorar la estabilidad. Muchos siguen haciéndolo. Pete Sampras agregaba cinta de plomo para hacer que su raqueta tuviese un peso de 400 g y Venus Williams es conocida por usar un marco modificado para ser bastante pesado, en términos del promedio de los últimos tiempos. Por el contrario, Andy Roddick sorprendió a muchos cuando dijo que usaba un modelo de serie Pro Drive, serie de raquetas que era ligera en comparación con las raquetas utilizadas por la mayoría de los profesionales de primer nivel. Tanto en tenis recreativo como profesional, la tendencia ha sido en alejarse de raquetas pesadas e ir hacia raquetas más ligeras, a pesar de los inconvenientes de las raquetas ligeras, como el aumento de la torsión.  Más masa da raquetas con  más momento de inercia que continúa una vez que el jugador ha logrado poner en movimiento la raqueta y que es más resistente a la detención del ímpetu de la bola. Esto puede dar la percepción de que la raqueta produce golpes con más potencia, aunque esto se complica por la producción de golpes típicamente más lentos. La masa más alta típicamente implica un swing más lento, pero más energía para ejecutar el golpe. Más masa también proporciona más amortiguamiento contra el choque de impacto de la pelota, una fuente de lesiones como el codo de tenis. Sin embargo, una masa de raqueta alta puede causar fatiga en el área del hombro. Por lo general, es más seguro para el cuerpo tener una masa más alta. Más masa, además, proporciona más estabilidad. Hace que la raqueta sea más resistente a las fuerzas de torsión. Los inconvenientes son que las raquetas más pesadas tienen menor maniobrabilidad (reducción del tiempo de reacción) y requieren más energía para moverse. A medida que una raqueta se vuelve más pesada, al jugador le resulta cada vez más difícil hacer tiros de reacción rápidos como voleas rápidas y devoluciones de servicio. Sin embargo, la masa adicional puede ayudar con el retorno del servicio, en particular, haciendo que la raqueta sea mucho más resistente a la reacción de un servicio de alta potencia. Las raquetas ligeras tienen el inconveniente adicional de facilitar que los jugadores usen golpes inadecuados dominantes de la muñeca, lo que a menudo conduce a lesiones. Esto se debe a que la mecánica de golpes mal ejecutados puede ser mucho más fácil de producir con una raqueta ligera, como en el uso de la muñeca para equilibrar la raqueta. Un error extremadamente típico que cometen muchos jugadores es ahogarse fuertemente en la raqueta (para tratar de compensar el giro de una raqueta ligera, así como un ángulo de raqueta demasiado alto en el impacto) y utilizar la muñeca demasiado. El único jugador profesional conocido que ha tenido éxito con un agarre fuertemente ahogado era Zina Garrison.
El tamaño de la cabeza juega un papel muy importante en las características de rendimiento de una raqueta. Un tamaño más grande de la cabeza significa muy generalmente más energía y un "punto dulce" (sweet spot) más grande. Esta es una zona en el centro del cordaje que es parcialmente más suave en los golpes  y que produce más potencia de rebote por la deformación de cuerdas, conocido como el efecto trampolín. Sin embargo, un gran tamaño de cabeza pueden aumentar la torsión, lo que hace que los golpes fuera del centro sean más difíciles de controlar y puede reducir la producción de energía general de un jugador debido a la compensación por la extra potencia, típicamente con cuerdas más rígidas para reducir la mayor deformación de cuerdas de cabezas grandes. Un tamaño más pequeño de la cabeza generalmente ofrece más control para muchos disparos, particularmente el servicio y los ataques en tierra dirigidos cerca de las líneas, pero puede conducir a más errores no forzados,  golpear con el marco o perder el punto dulce. Este inconveniente es más común para los jugadores profesionales que utilizan backspin solo, así como para jugadores recreativos y lentos en la red. El shanking debido al pequeño tamaño de la cabeza de la raqueta se ve típicamente exacerbado por el peso de la raqueta, que ralentiza el tiempo de reacción, así como, en menor medida, el punto de equilibrio de la raqueta. En el tenis profesional, los tamaños de cabeza de raqueta actualmente usados varían entre 610-740 cm2, con la mayoría de los jugadores adoptando uno de 630 a 700 cm2. Las carreras con tamaños de cabeza más pequeños y más grandes, de 550 y 770-880 cm2, todavía se producen pero no son utilizados por los profesionales actualmente. Un número muy pequeño de profesionales, como Mónica Seles, utilizaban raquetas de 810 cm2 durante algún momento de sus carreras. Las carreras con cabezas más pequeñas de 550 cm2 no han estado en producción desde los años 80 y raquetas con tamaños de cabeza más grandes que 550 cm2 no son en realidad legales, a pesar de que sólo los jugadores veteranos suelen elegir utilizar raquetas más allá de 115 pulgadas cuadradas y pulgadas cuadradas una raqueta de 810 cm2. Hay empresas especializas en la producción de raquetas muy grandes, principalmente para el mercado de veteranos. Raquetas que son moderadamente más altas en la producción de energía, moderadamente más bajas en peso, moderadamente más grandes en tamaño, y que típicamente poseen un equilibrio ligeramente pesado en la cabeza se llaman a menudo equilibradas (tweener rackets) Las carreras que tienen las cabezas más pequeñas en uso actual, las pesos más altas en uso actual, y faro o incluso equilibrio se refieren como "raquetas de jugadores". Las raquetas de gran tamaño (oversize), típicamente de 710 cm2 de tamaño, una vez se llamaban peyorativamente como "palos de abuela" (grany sticks) pero la resistencia a que se les viera como raquetas ilegítimas para los jugadores más jóvenes disminuyó dramáticamente con el uso exitoso de estas raquetas por un pequeño número de profesionales como Andre Agassi y Pam Shriver. Originalmente, incluso los marcos de tamaño medio (550 cm2) se consideraban jumbo, y algunos jugadores de primer nivel, como Martina Navratilova y Rod Laver dijeron que deberían prohibirse por hacer este deporte demasiado fácil. Más tarde, estos mismos profesionales, incluyendo John McEnroe, firmaron una carta apoyando un cambio de nuevo a marcos de madera, o una limitación al tamaño estándar original de aproximadamente 420 cm2. Tal vez el último profesional en usar una raqueta de tamaño estándar en el tenis profesional fue Aaron Krickstein, conocido por el muy disputado partido contra Jimmy Connors en el US Open de 1991. Usó una raqueta de grafito de tamaño estándar Wilson Ultra-II también usada en la década de 1980 por la adolescente Andrea Jaeger. El primer sobredimensionado, el fibergs Bentley Fortissimo de Alemania, fue elogiado por los diseñadores de raquetas, pero fue considerado demasiado grande para ser tomado en serio por el pequeño número de jugadores que estaban expuestos a ella.

## Bádminton

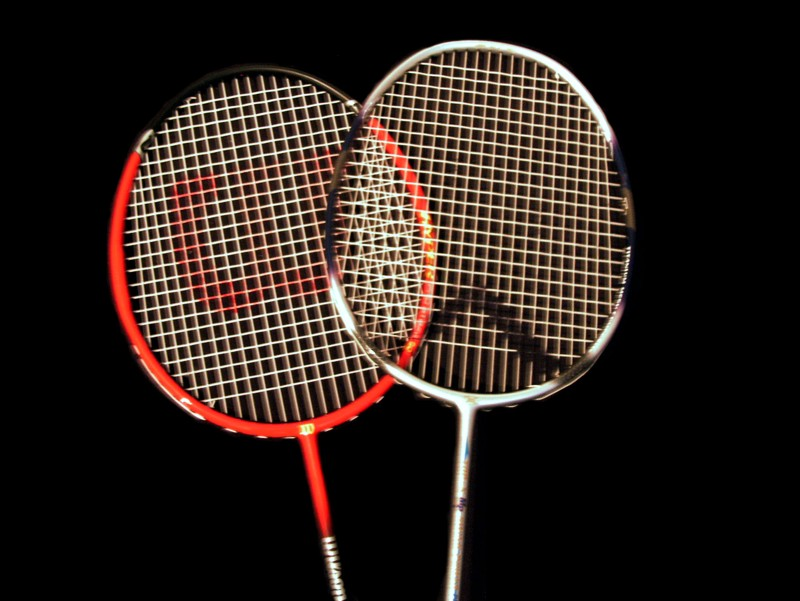
Cabezas de dos raquetas de bádminton.

Las raquetas de bádminton son más ligeras que las de tenis, y una raqueta de  alta cualidad de raqueta pesa entre 80 y 100 gramos (incluyendo las cuerdas). Las raquetas modernas son de fibra de carbono, grafito o plástico reforzado, materiales con los cuales se puede se pueden realizar una variedad de tipos de raquetas. La fibra de carbono tiene una excelente fuerza para el peso de la raqueta, es rígida y proporciona una excelente transferencia de energía cinética. 
Hay una extensa variedad de diseños de raquetas. Los tamaños y las formas están limitadas por los reglamentos. Diferentes raquetas han sido probadas con diferentes características que tienen diversos jugadores. La tradicional forma de cabeza ovalada de una raqueta sigue siendo usada, pero hay cabezas de forma isométrica que está en incremento actualmente en las nuevas raquetas.

## Squash
Las raquetas de squash estándar se rigen por las reglas del juego. Tradicionalmente se fabricaban con madera laminada (normalmente fresno), con una pequeña superficie de encordado y con cuerdas de tripa natural. Tras un cambio de reglas a mediados de los años 80, ahora se fabrican casi siempre con materiales compuestos, como fibra de carbono o metales (grafito, kevlar, titanio y/o boro), con cuerdas sintéticas. Las raquetas modernas miden 70 cm de largo, con una superficie de encordado máxima de 500 centímetros cuadrados y una masa de entre 90 y 200 gramos.

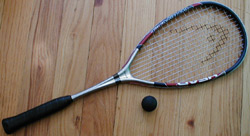
Raqueta y pelotas de squash.

## Tenis de mesa
Raqueta de tenis de mesa con 3 tamaños diferentes de la pelota de celuloide
En el tenis de mesa se utiliza una raqueta de madera laminada recubierta de goma por uno o dos lados, según la manera del agarre del jugador. A diferencia de una raqueta convencional, no contiene cuerdas ensartadas en un marco abierto. Se denomina pala, raqueta o bate, y su uso varía según la región. El término oficial de la ITTF es "raqueta".
Las especificaciones de las raquetas de tenis de mesa se definen en la sección 2.4 del manual de la ITTF

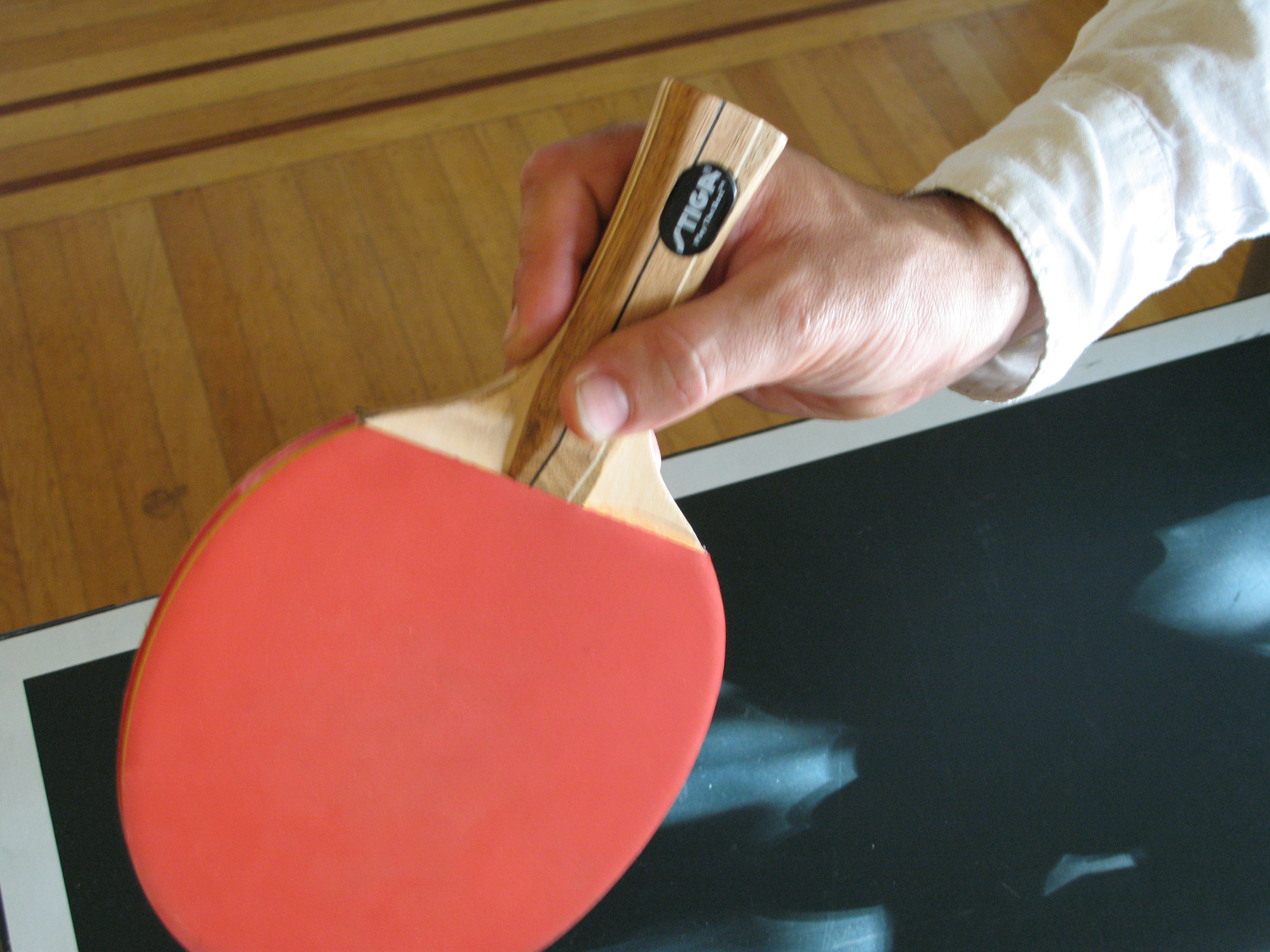
Pala de tenis de mesa, mostrando una de las maneras de realizar el agarre.

## Pala de pádel

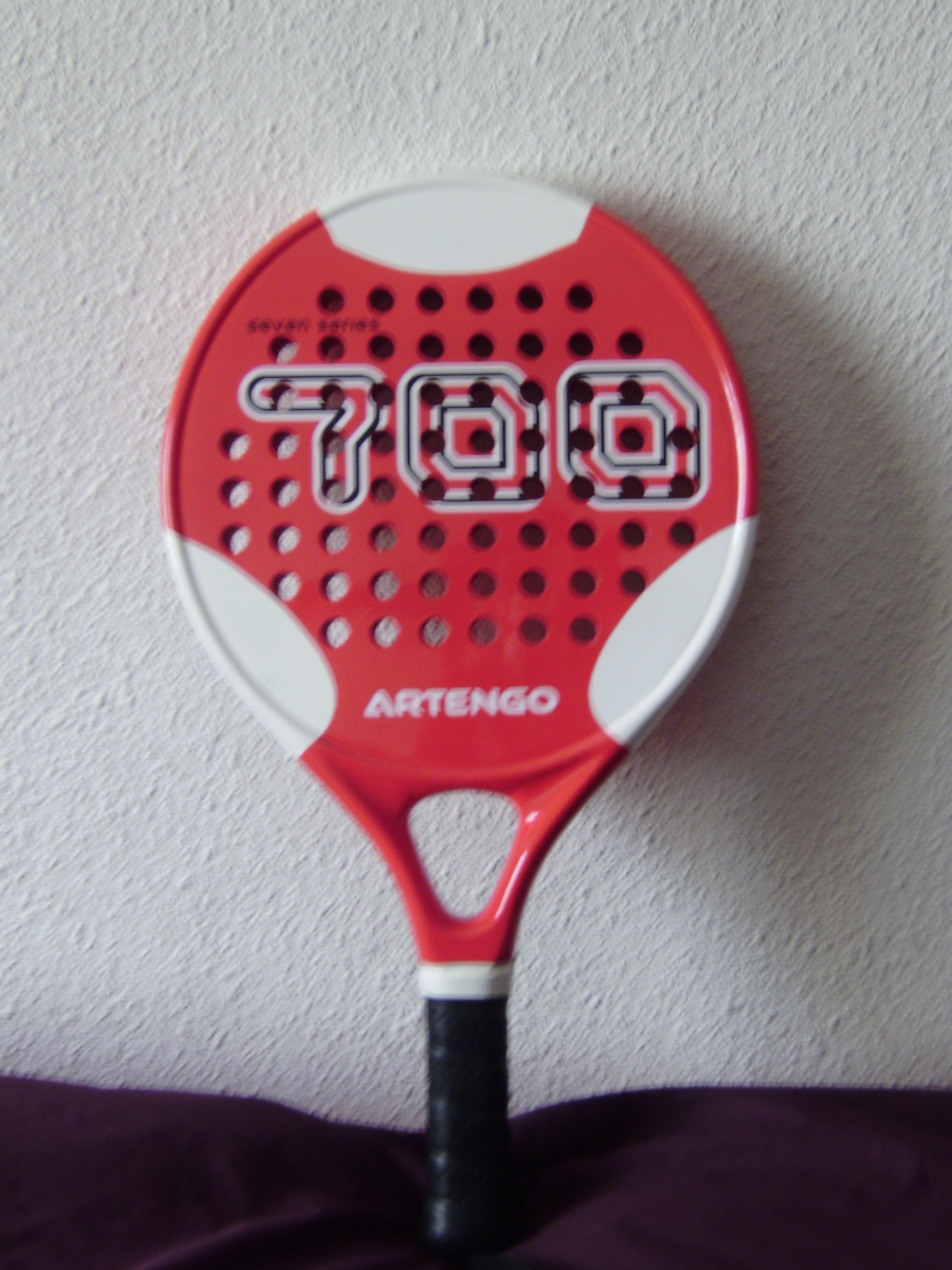
Pala de pádel

Dimensiones de la pala de pádel (medidas máximas):  45,5 cm de largo, 26 cm de ancho, 38 mm de espesor.
La pala estará perforada por un número ilimitado de agujeros en la zona central.
La superficie de golpeo podrá ser plana, lisa o rugosa, no excediendo de 30 cm de largo y 26 cm de ancho.
El puño ha de tener una longitud máxima de 20 cm, y un grosor máximo también de 50 mm.
Las partes de la pala son:
- Grip: Parte donde el jugador agarra la pala
- Cabeza: Parte con la que se golpea la bola.
- Perfil: Parte lateral de la pala.

## Raquetbol

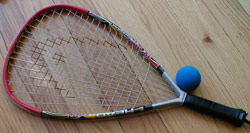
Raqueta y bola de raquetbol

Es un deporte parecido al squash. Está reconocido por el Comité Olímpico Internacional.

## Paleta de pelota vasca

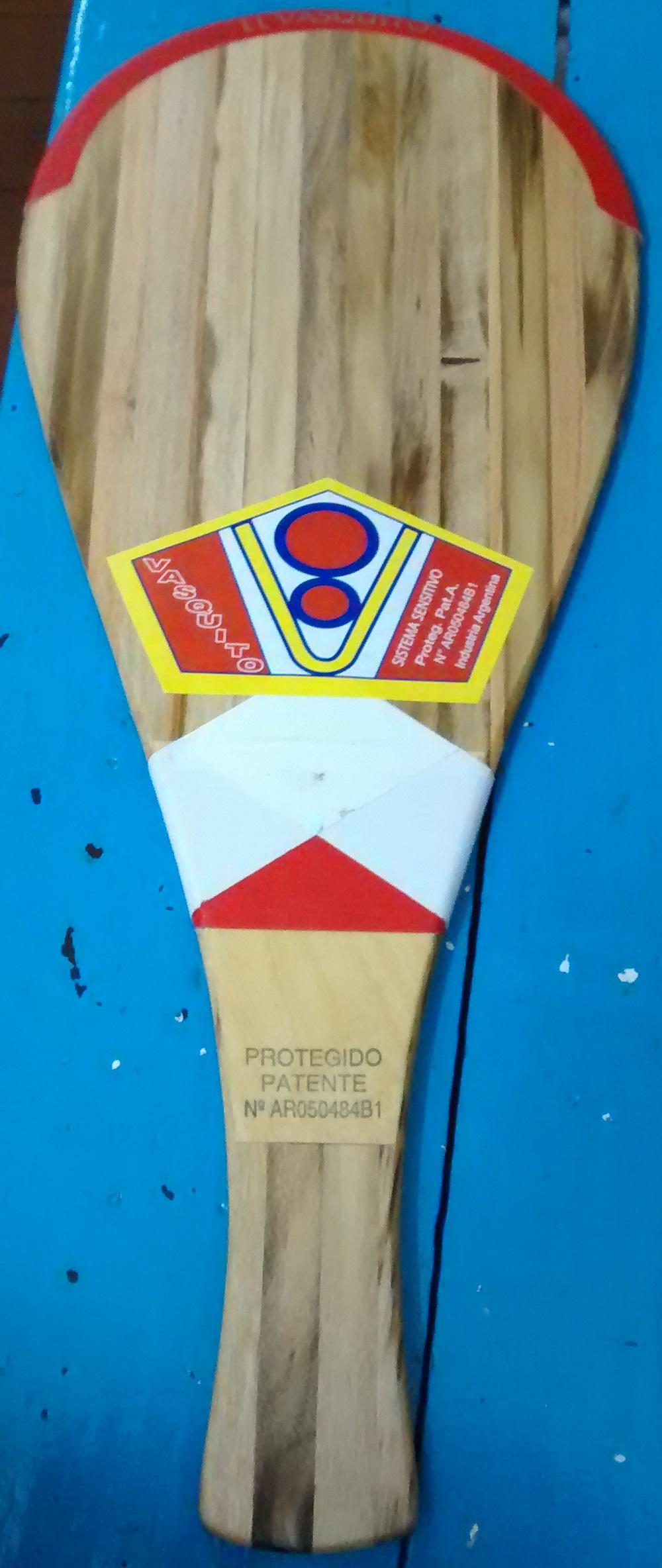
Una paleta de pelota vasca.

La paleta de pelota vasca es un tipo de pala o raqueta utilizada para golpear una pelota en algunas modalidades de la pelota vasca.
La paleta está construida en madera, generalmente. Su forma es la de una pieza sólida que se afina en uno de los extremos para hacer de mango y se ensancha en el otro siguiendo un diseño oval, para conformar la zona de impacto con la pelota. En su origen tenía la forma del hueso vacuno llamado paleta, que es lo que se utilizaba al principio de esta modalidad. El hueso se afinaba y daba forma.
Las medidas de la paleta argentina son de 50 cm de largo por 19 cm de ancho.
En el caso de España las normas sobre la paleta están en el artículo 61 del el Reglamento de la Federación Española de Pelota Las paletas tienen las siguientes dimensiones: Longitud máxima 55 cm, anchura máxima 21.5 cm, espesor máximo 1.4 cm, peso máximo 500 gr.